# Egone atrisquamata
Egone atrisquamata är en fjärilsart som beskrevs av George Francis Hampson 1926. Egone atrisquamata ingår i släktet Egone och familjen nattflyn. Inga underarter finns listade i Catalogue of Life.

## Bildgalleri

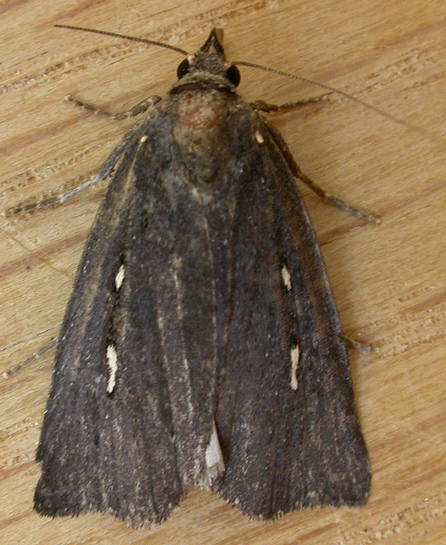